# Isisfordia duncani
Isisfordia duncani è un coccodrillo estinto, vissuto nel Cretaceo medio (Albiano - Cenomaniano, circa 100 milioni di anni fa). I suoi resti fossili sono stati ritrovati in Australia, ed è considerato il più antico coccodrillo di tipo moderno (Eusuchia).

## Descrizione
Questo animale era di piccole dimensioni e, con una lunghezza di poco superiore al metro, era decisamente più piccolo delle specie attuali di coccodrilli. L'aspetto era molto simile a quello delle forme attuali, con un corpo allungato e relativamente snello, zampe corte lungo i fianchi e una lunga coda carenata. Il cranio, dotato di denti conici e appuntiti, era simile a quello dell'alligatore, ma molto più lungo e appiattito. 

## Classificazione
I fossili di Isisfordia vennero rinvenuti negli anni '90 nella formazione Winton nei pressi di Isisford, in Queensland (Australia), e constavano di uno scheletro quasi completo mancante solo della parte anteriore del cranio. Negli anni seguenti fu ritrovato un altro cranio completo, che differiva dall'esemplare precedente solo nelle dimensioni. Gli esemplari vennero descritti scientificamente nel 2006, e l'epiteto specifico, duncani, è in onore dell'ex sindaco di Isisford, Ian Duncan. 

Schema dell'evoluzione degli ostedermi nei coccodrilli di tipo moderno

La scoperta di Isisfordia indusse i paleontologi a ritenere che il gruppo contenente i coccodrilli moderni si sviluppò 30 milioni di anni prima di quanto precedentemente ritenuto, durante il periodo Cretaceo nel supercontinente Gondwana. Un'analisi dei resti fossili ha concluso che le vertebre si articolavano fra loro come nei moderni coccodrilli, con un meccanismo simile all'enartrosi, e che era presente un palato secondario simile a quello dei coccodrilli odierni, che permette loro di lasciar passare l'aria nei polmoni senza che questa passi dalla bocca. Inoltre, gli osteodermi di Isisfordia mostravano l'inizio di quell'evoluzione che porterà, nei coccodrilli moderni, a un tronco più flessibile.